# Дом с ирисами
Дом с ирисами — здание, расположенное на территории бывшего особняка Грабаря, на Лукьяновке в Киеве. Название происходит из-за изображенных на фасаде ирисах. Яркий образец киевского особняка начала XX века, оформленного в стиле модерн. Использовался как доходный дом.

## История участка

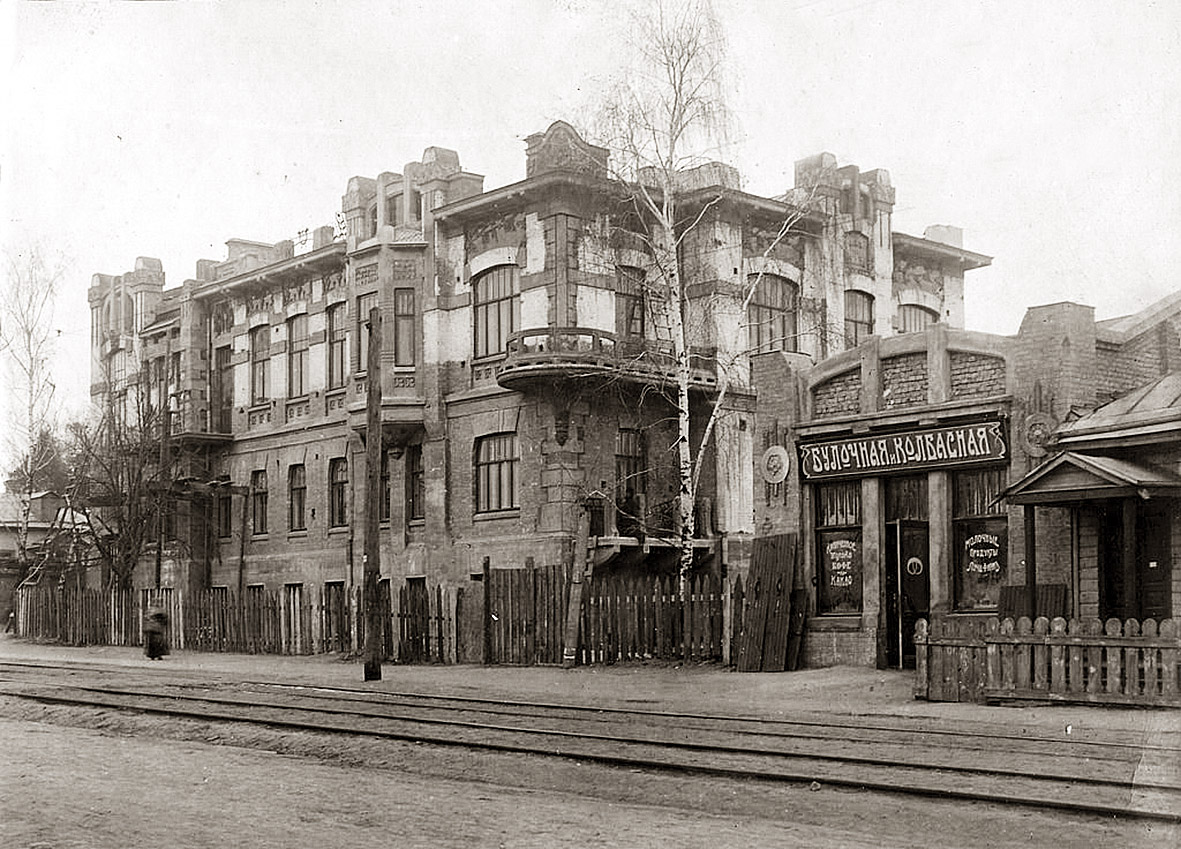
Дом с ирисами, около 1917 года

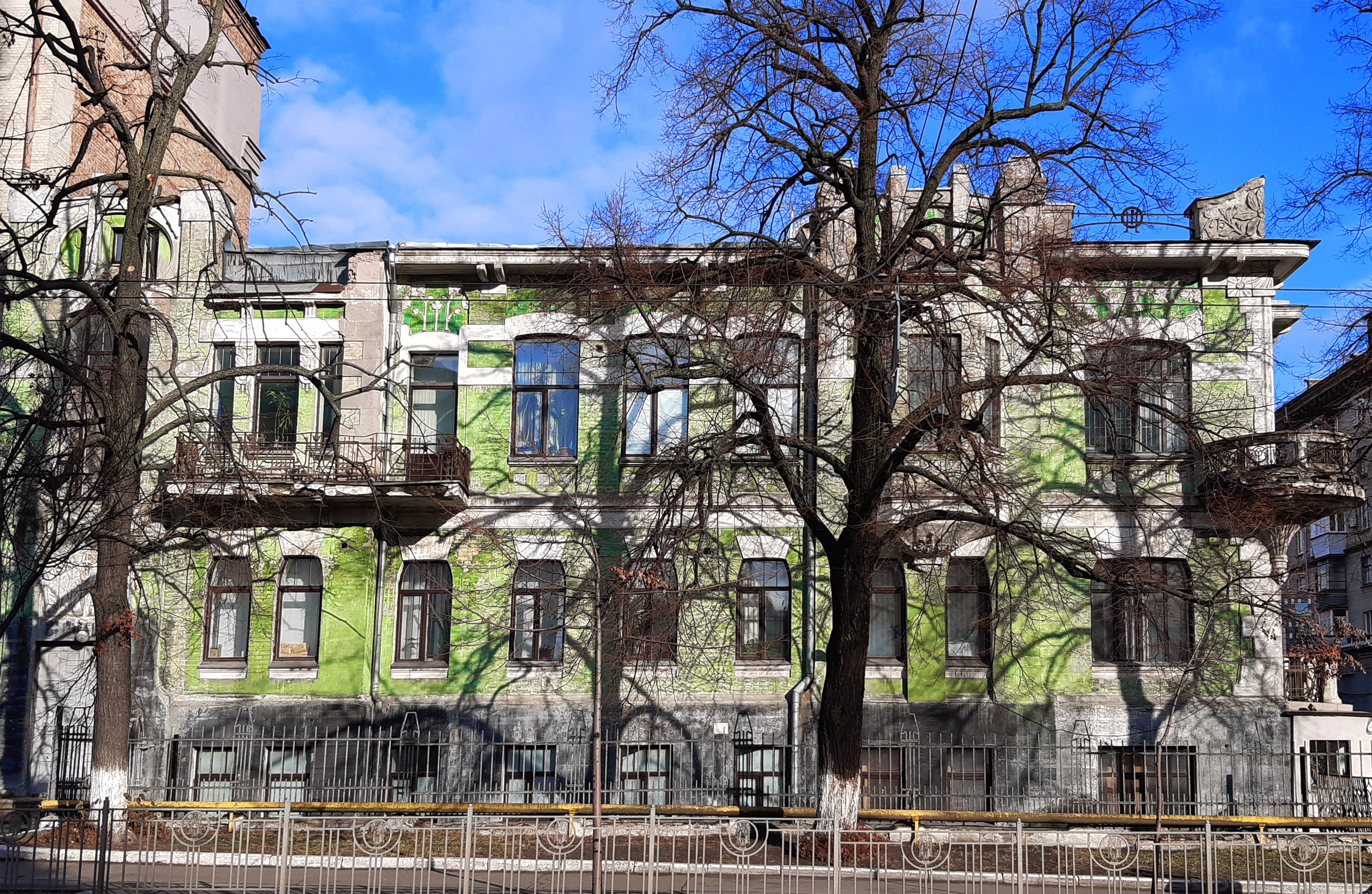
Дом с ирисами, современный вид

Собственником участка на Большой Дорогожицкой улице № 44 (по тогдашней нумерации) был Николай Степанович Грабарь, председатель Киевского окружного суда, член Совета старшин Киевского судебного собрания, член Киевского губернского лесоохранного комитета, председатель комитета Рубежовской колонии для малолетних правонарушителей. По его заказу по проекту гражданского инженера Владимира Бессмертного на красной линии улицы возвели двухэтажный, на цокольном полуэтаже, Г-образный в плане дом и сторожку-дворницкую, а в глубине двора — одноэтажный служебный флигель.
В доме жил сам Грабарь и его сын, известный впоследствии ученый-византолог Андрей Николаевич Грабарь.
В 1918 году семья Грабарей в особняке уже не жила, а особняк использовался как доходный дом. По отчету Елизаветы Ивановны, жены Николая Грабаря, в особняке сдавалось пять квартир, лавка с комнатой и дом во дворе. В квартире № 1 на первом этаже, в которой жило семь человек, было шесть комнат, одна прихожая и одна кухня. За сдачу квартиры в аренду хозяева просили 900 рублей в год. Из семи комнат квартиры № 2 на полуподвальном этаже в аренду сдавалось четыре, прихожая и кухня. Её снимало девять квартирантов за 816 рублей. Пятикомнатную квартиру № 3 с прихожей и кухней за 900 рублей арендовали восемь человек. 2100 рублей прибыли должна была приносить лучшая хозяйская квартира № 4 с восемью комнатами, кухней, прихожей и двумя комнатами для прислуги на втором этаже. Из них три комнаты сдавали постояльцам. В остальных помещениях этой квартиры размещалась контора. Трехкомнатную квартиру № 5 с прихожей и кухней и одноэтажную лавку с комнатой снимали по 420 рублей за каждую. Дом, в котором проживало семь квартирантов, сдавался за 108 рублей.
1921 года большевики национализировали особняк. В нем находились различные учреждения. В 1921—1934 годах помещение занимал детский дом № 22, в 1922—1925 годах — трудовая школа № 61 имени Ивана Франко, в 1934—1941 годах — Украинское отделение Всесоюзного общества культурной связи с заграницей, в 1949—1962 годах — Институт использования газа в коммунальном хозяйстве и промышленности АН УССР.
В 1921—1932 годах в доме жил писатель, воспитатель и заведующий приютом и трудовой школой Степан Васильченко (1878—1932).
В 1930-х годах особняк перепланировали.
В 2010-х годах здания особняка находились в запущенном состоянии.

## Архитектура

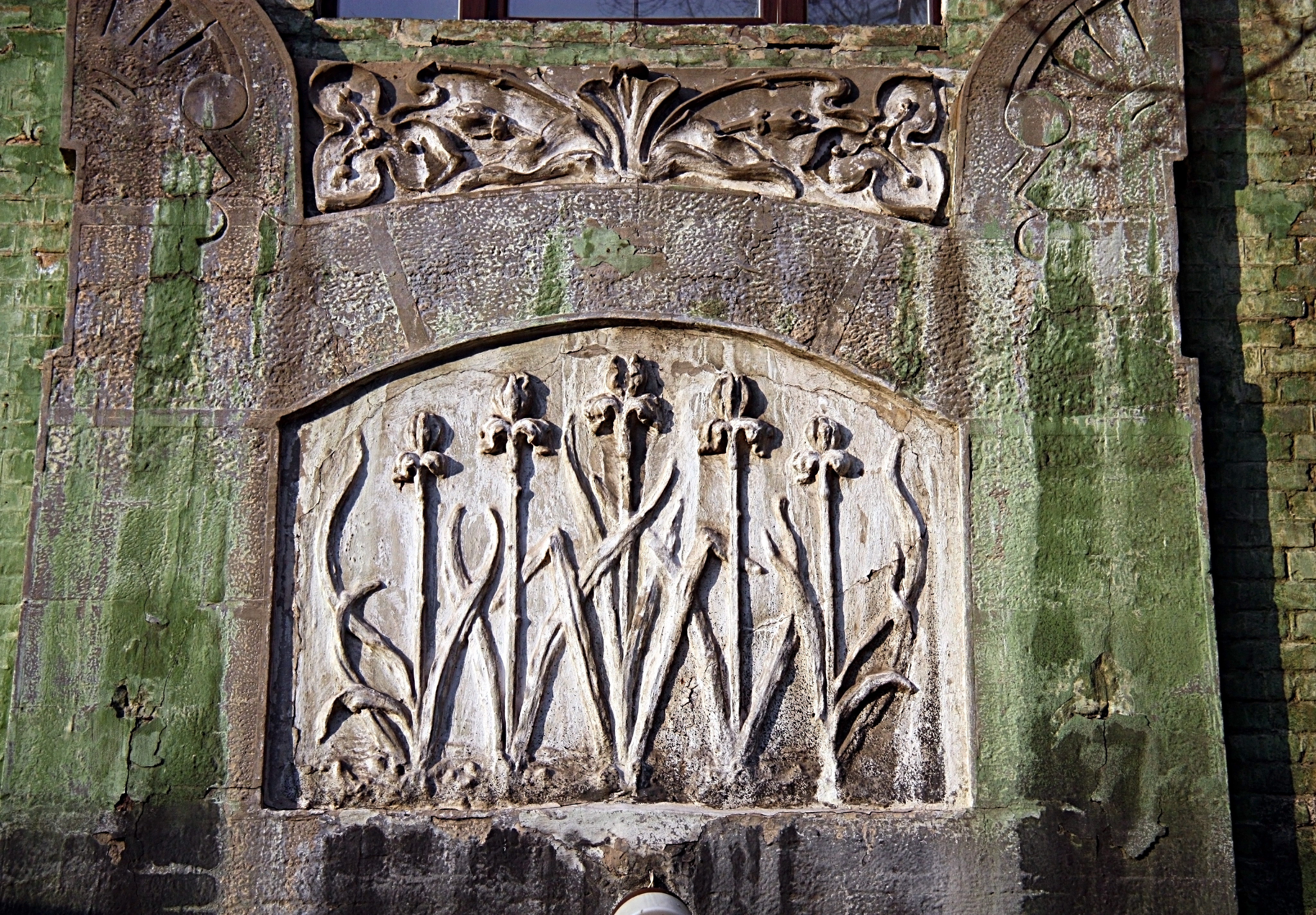
Декоративные ирисы на фасаде

На территории особняка были расположены дом с флигелем и хозяйский двор. За ними — сад. Со стороны улицы распланировали газон с решетчатым ограждением. Рядом с воротами возвели дворницкую.
Дом, оформленный в стиле модерна, имеет асимметричную архитектурную композицию. Его фасад и торец декорированы. Торец сооружения — глухой.
Здание украшают ризалит, граненый эркер и балконы разной формы. Круглый балкон на углу второго этажа опирается на коническую, покрытую лепными цветами консоль. На балконах — изящные металлические ограждения. Фасад орнаментирован растительным декором.
Между этажами тянется широкая белая полоса, которая сливается с наличником и краеугольным орнаментом дома. Вход подчеркнут ризалитом с витражным окном, над которым помещается женский маскарон. Над парадной дверью установлена декоративная композиция из ирисов, характерных для стиля модерна цветов.
Во время строительства использовали различные материалы: камень, штукатурка, металл, стекло, изразцы, дерево.
Флигель расположен в глубине двора. Впоследствии его перестроили под гараж.
Сад не сохранился, он простирался до реки Глубочица.

## Галерея

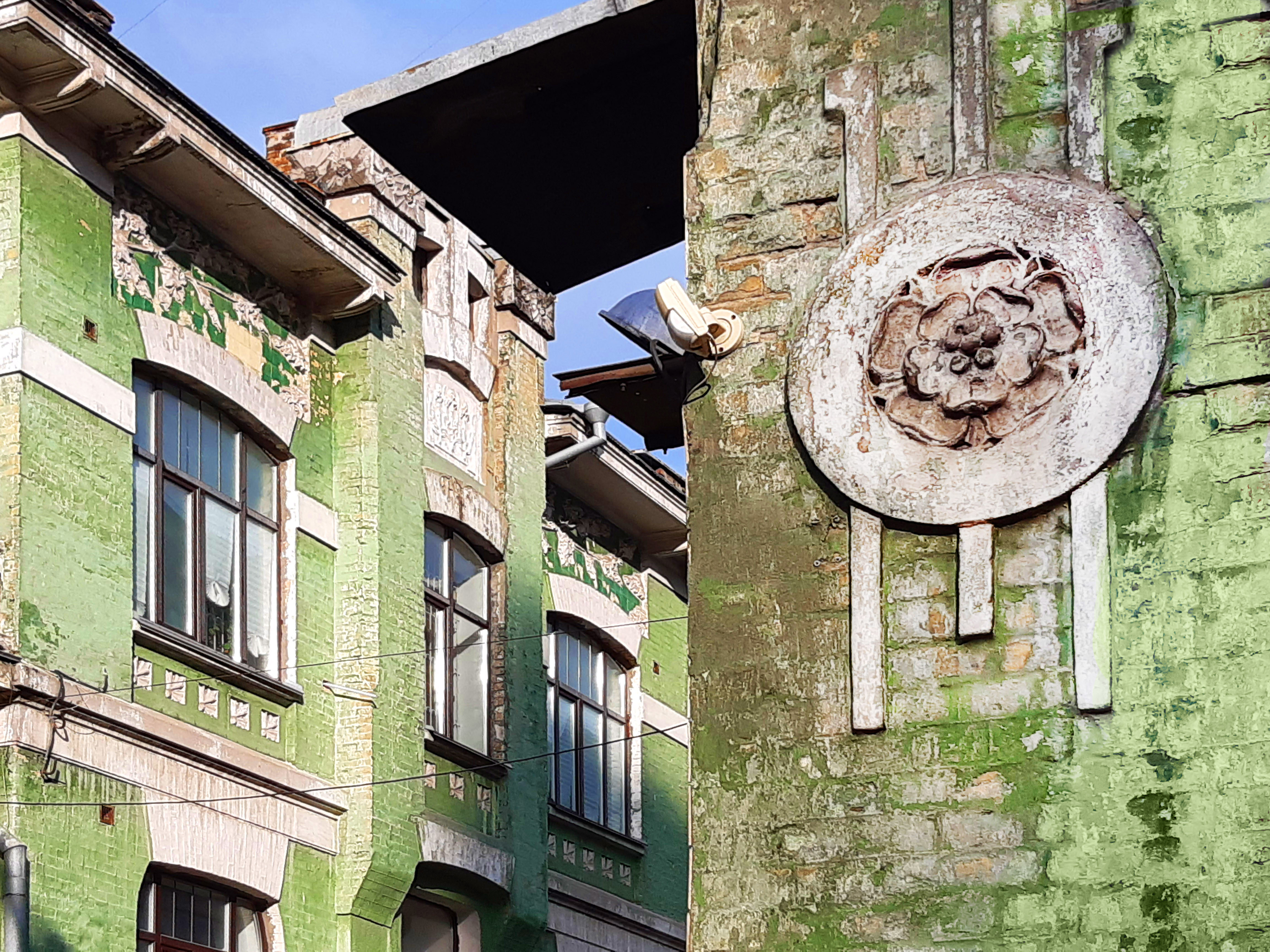
Декор
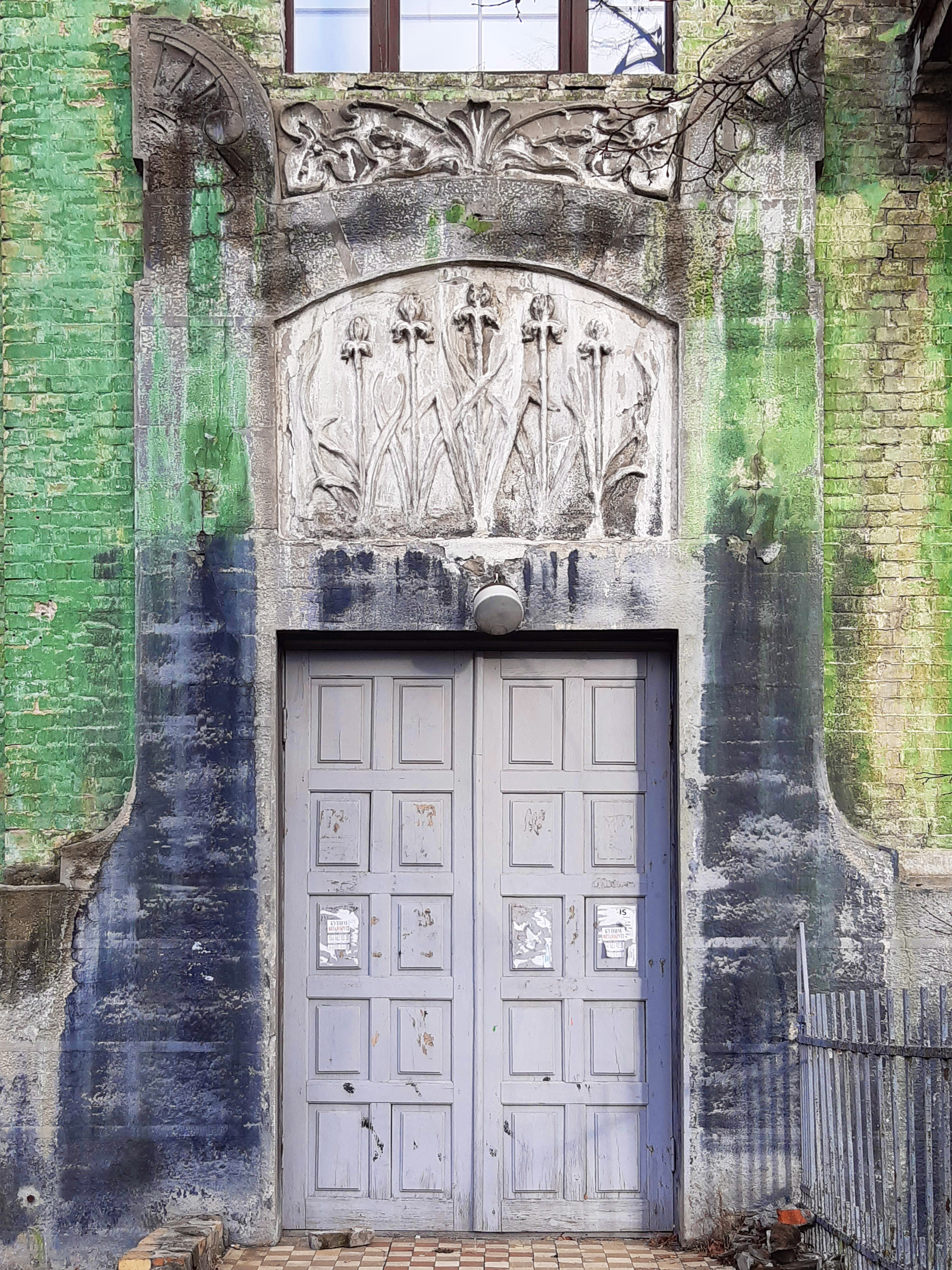
Вход
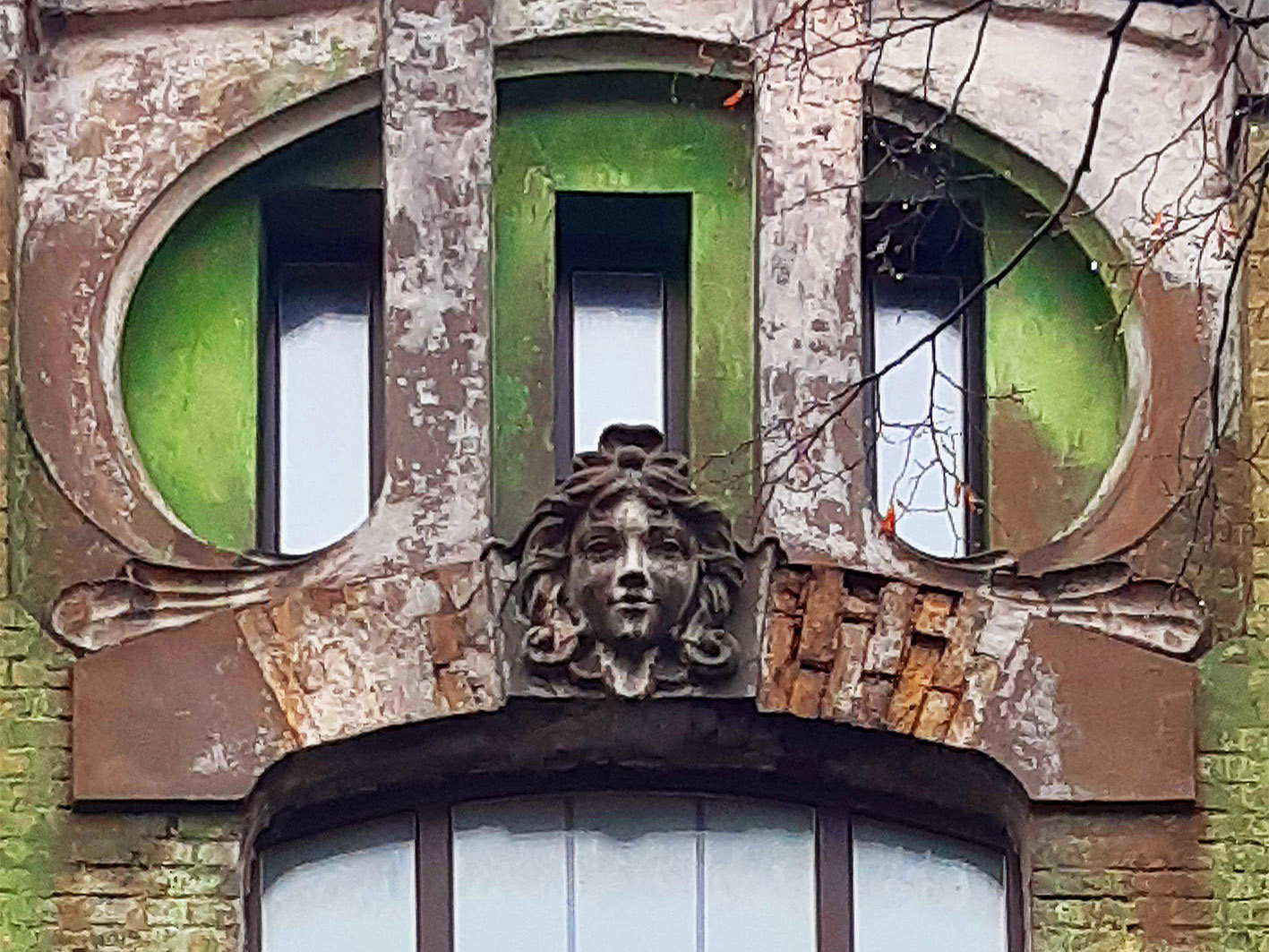
Маскарон над окном
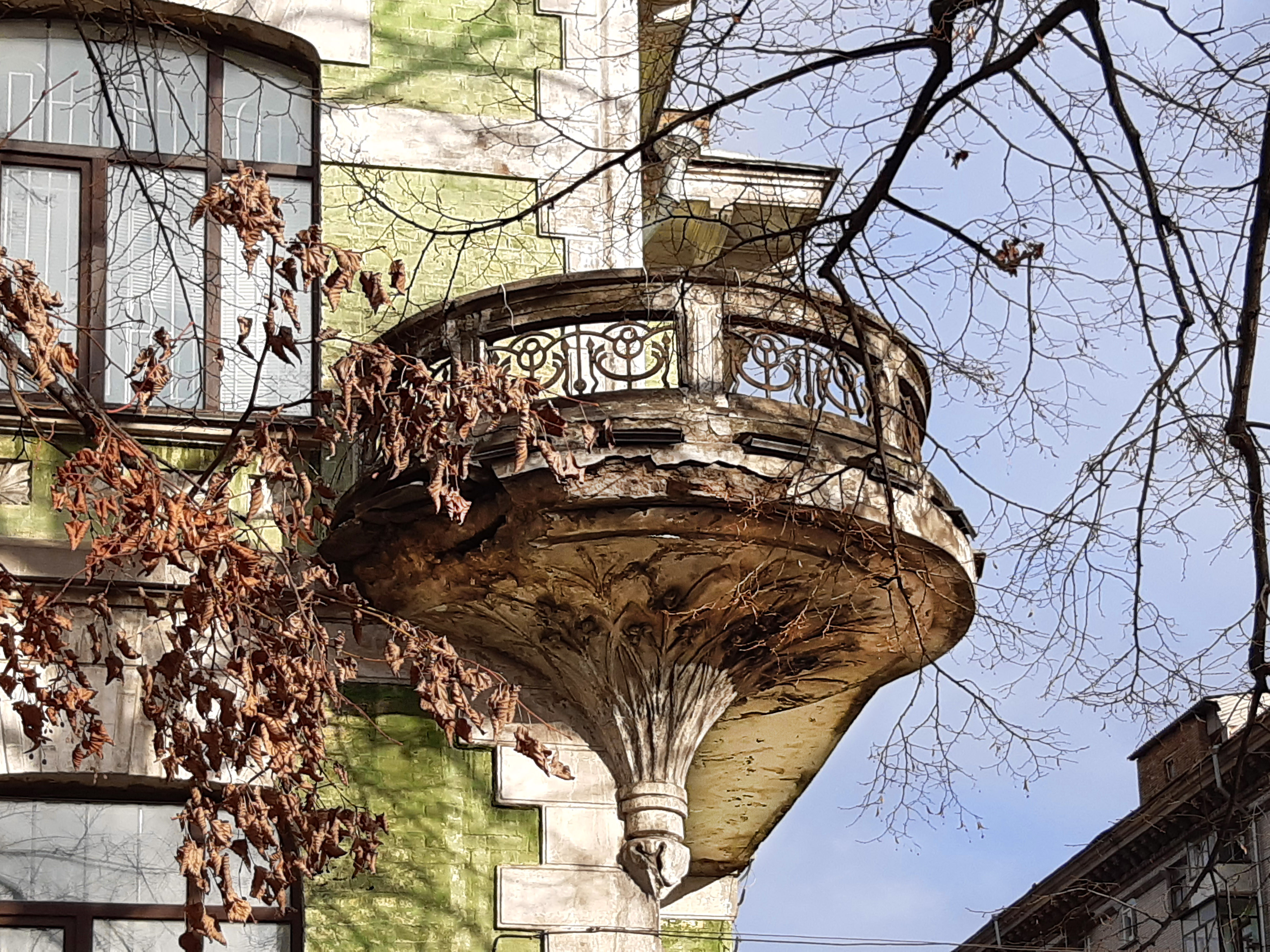
Балкон